# Zvi Yehouda Kook
Pour les articles homonymes, voir Kook.
Le rabbin Zvi Yehouda Kook (en hébreu צבי יהודה קוק), né le 23 avril 1891 à Žeimelis (Empire russe) et mort le 9 mars 1982 à Jérusalem, est l'une des figures principales du mouvement sioniste religieux israélien et plus spécifiquement du Hardal. C'était aussi le rosh yeshiva de la célèbre yechiva israélienne Mercaz HaRav. Il était le fils du célèbre rabbin Abraham Isaac Kook. Il est d'ailleurs l'un des principaux compositeurs des livres de son père (presque l'entièreté des livres du rabbin Abraham Isaac Kook sont des compilations d'écrits et de réponses disparates). Il fut nommé en hommage au mentor de son père, rabbi Naftali Zvi Yehuda Berlin, le Netziv,

## Idéologie
Le rabbi Zvi Yehouda Kook enseignait comme son père, Abraham Isaac Kook que les sionistes non-religieux, par leurs conquêtes en Terre d'Israël avaient sans s'en rendre compte suscité les prémices de la rédemption finale (guéoulah) qui finirait par la venue du Messie et il pensait que la construction d'implantation en Terre d'Israël accélèrerait la rédemption.
Ceci et d'autres aspects de son enseignement fut diffusé par ses nombreux élèves dont les plus connus sont  les rabbins Shlomo Aviner, Moshe Levinger, Zvi Tau, Avihu Schwartz, Dov Lior, Issar Klonsky, Haim Steiner, Yoel Bin-Nun, David Samson, et Yaakov Ariel. De nombreuses yechivot d'Israël se réclament de son enseignement.

## Notes et références

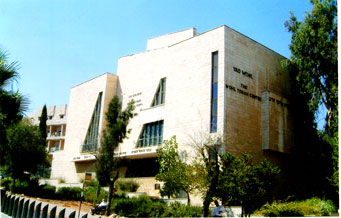
La yeshivat merkaz harav